# Hope Never Dies
Chansons représentant la Tchéquie au Concours Eurovision de la chanson
Aven romale
(2009) I Stand
(2016)
Hope Never Dies (en français « L'espoir ne meurt jamais ») est la chanson de Marta Jandová et Václav Noid Bárta qui représente la Tchéquie au Concours Eurovision de la chanson 2015 à Vienne.
Le 21 mai 2015, lors de la 2e demi-finale, elle termine à la 13e place avec 33 points et par conséquent n'est pas qualifiée pour la finale.